# Арджеш
Арджеш (на румънски: Argeș; на унгарски: Argyas) е река в Румъния (окръзи Арджеш, Дъмбовица, Гюргево и Кълъраш), ляв приток на Дунав. Дължина 350 km. Площ на водосборния басейн 12 550 km².
Река Арджеш се образува на 804 m н.в. от сливането на двете съставящи я реки Була (лява съставяща) и Капра (дясна съставяща), водещи началото си от най-високите части на планината Фъгъраш (част от Южните Карпати). Устията на двете съставящи я реки представляват „двете опашки“ на горемия язовир Видрару, преградната стена на който е изградена на 10 km по-надолу, при село Арефу, окръг Арджеш. След изтичането си от язовира Арджеж тече на юг в дълбока и тясна планинска долина и бързо течение. При град Куртя де Арджеш излиза от планината, завива на югоизток (тази посока следва до устието си) и тече през хълмиста местност, като долината ѝ се разширява, а течението – успокоява. След град Питещ пресича средната част на обширната Долнодунавска равнина, където течението ѝ става бавно и спокойно, а долината широка и плитка, в която Арджеш силно меандрира. В този участък реката преминава на 10 km югозападно от столицата Букурещ. Влива се отляво в река Дунав, при нейния 432 km, на 11 m н.в., на 2 km югозападно от град Олтеница, срещу българския град Тутракан.
На югозапад, запад и север водосборният басейн на Арджеш граничи с водосборните басейни на реките Ведя, Олт и други по-малки леви притоци на Дунав, а на североизток и изток – с водосборните басейни на реките Яломица и Мостищя (леви притоци на Дунав). В тези си граници площта на водосборния басейн на реката възлиза на 12 550 km² (1,54% от водосборния басейн на Дунав).
Основни притоци:
- леви – Вълсан (79 km, 348 km²), Риу Доамней (107 km, 1836 km²), Сабар (174 km, 1346 km²), Дъмбовица (237 km, 2837 km²);
- десни – Няжлов (188 km, 3719 km²).

Река Арджеш има смесено подхранване, с преобладаване на снежно-дъждовното. Пълноводието ѝ е през пролетта, а през лятото често явления са внезапните епизодични прииждания в резултат на поройни дъждове във водосборния ѝ басейн, предизвикващи големи наводнения.
В миналото, преди изграждането на жп линиите в тази част на Румъния надолу по течението ѝ от планината се е транспортирал необработен дървен материал за дървообработващите предприятия в южната част на страната. В средното и долното ѝ течение част от водите ѝ се използват за напояване, като за тази цел освен големия язовир Видрару са построени и множество по-малки, които освен това регулират и оттокът ѝ.
По цялото си протежение долината ѝ е гъсто заселена, като най-големите селища са градовете: Куртя де Арджеш (историческата столица на Румъния) и Питещ (окръг Арджеш), Гъещ (окръг Дъмбовица), Олтеница (окръг Кълъраш).